# آئریال ایکرز (کالیفرنیا)
آئریال ایکرز (به انگلیسی: Aerial Acres) یک منطقهٔ مسکونی در ایالات متحده آمریکا است که در شهرستان کرن، کالیفرنیا واقع شده‌است. آئریال ایکرز ۷۴۰ متر بالاتر از سطح دریا قرار دارد.